# Zhejiangosaurus lishuiensis
Lo zhejiangosauro (Zhejiangosaurus lishuiensis) è un dinosauro erbivoro appartenente agli anchilosauri, o dinosauri corazzati. Visse all'inizio del Cretaceo superiore (Cenomaniano, circa 100 milioni di anni fa) e i suoi resti fossili sono stati ritrovati in Cina.

## Descrizione
Questo dinosauro è conosciuto per uno scheletro incompleto, comprendente un sacro, parte della pelvi, zampe posteriori complete e alcune vertebre caudali. La ricostruzione di Zhejiangosaurus non può essere dettagliata, ma come tutti gli anchilosauri doveva essere un animale quadrupede dal portamento pesante. La lunghezza è stata stimata in sei metri, mentre l'altezza superava il metro. Zhejiangosaurus, come i suoi stretti parenti (nodosauridi), era dotato di placche dermiche che ricoprivano la parte superiore del corpo, due file di spuntoni acuminati lungo i fianchi e una coda priva di mazza caudale.

## Scoperta e classificazione
I resti fossili di questo dinosauro furono scoperti nel 2000, nei pressi della città di Lishui nella Cina orientale (regione di Zhejiang), nel corso di scavi per la costruzione di un'autostrada. I fossili vennero poi descritti nel 2007 come un nuovo rappresentante della famiglia dei nodosauridi, un gruppo di dinosauri corazzati ben conosciuti grazie a resti provenienti dal Nordamerica e dall'Europa. La nuova specie, Zhejiangosaurus lishuiensis, era quindi il primo rappresentante dei nodosauridi ritrovato in Asia.